# Wasat
Wasat (δ Geminorum / δ Gem / 55 Geminorum) es una estrella de la constelación de Géminis de magnitud aparente +3,50.
Se encuentra a una distancia de 59 años luz del sistema solar.

## Nombre
El nombre de Wasat proviene del árabe Al Wasat y significa «en medio».
Asimismo, en la astronomía china esta estrella era conocida como Ta Tsun, «la gran jarra de vino».

## Características
Wasat es un sistema estelar en donde las componentes A y B pueden ser resueltas con un pequeño telescopio. La estrella principal, Wasat A (Gliese 271 A), es una subgigante blanca de tipo espectral F0IV con una temperatura superficial algo mayor que la del Sol —entre 6900 y 7000 K— y 10 veces más luminosa que éste.
Más grande que el Sol, su diámetro es un 50% mayor.
Su metalicidad, inferior a la solar, corresponde aproximadamente a un 55% de la misma.
Wasat A parece ser, a su vez, una estrella binaria cuyas componentes están separadas sólo 0,20 segundos de arco, lo que equivale a una distancia entre ellas de 3,60 UA.
Por su parte, Wasat B (Gliese 271 B), es una enana naranja de tipo K6V y 4500 K de temperatura, siendo su diámetro 3/4 partes del que tiene el Sol.
Orbita cada 1200 años alrededor de Wasat A a una distancia de más de 100 UA.
Se estima que el sistema tiene una edad entre 1300 y 1600 millones de años.
Wasat se encuentra 0,2º al sur de la eclíptica; una línea que una Wasat con Régulo (α Leonis) define el camino del Sol a través del cielo. Wasat ocasionalmente es ocultada por la Luna y menos frecuentemente por algún planeta. Saturno fue el último planeta en ocultarla el 30 de junio de 1857 y Venus lo hará el 12 de agosto de 2420. En 1930, Clyde Tombaugh descubrió el planeta enano Plutón cerca de esta estrella.